# SoftBank 101N
MEDIAS CH 101N（メディアス チャーム(シーエイチ) イチマルイチエヌ）は、NECカシオ モバイルコミュニケーションズによって開発された、ソフトバンクモバイルの第3世代移動通信システム（SoftBank 3G）端末である。SoftBank スマートフォンシリーズのひとつ。OSはAndroid 2.3を搭載している。

## 概要
NECカシオのスマートフォンブランドであるMEDIASシリーズの一つ。ソフトバンクモバイル向けのNECカシオ製NECブランド端末としては001N以来約2年2ヵ月ぶりとなる端末で、初の同キャリア向けAndroid搭載スマートフォンである。また2012年にMEDIASシリーズでSoftBank向けに発売された唯一の端末でもある。ちなみに、製品名の「CH」には小物や魅力といった意味が込められている。 
ワイヤレス充電のQiをサポートしており、専用のワイヤレスチャージャーが同梱される。また、IPX5/7の防水・IP5Xの防塵性能を実現しているほか、Bluetooth 4.0を搭載したカシオ計算機製腕時計G-SHOCKとの連携も可能である。ただしULTRA SPEEDには対応していない。
SIMカードは従来のSIMカードではなくmicroSIMカードを採用している。
NECカシオが2013年7月31日付でスマートフォンの製造から撤退したため、本機種は最初で最後となるソフトバンクモバイル向けのMEDIASシリーズとなった。また、フィーチャーフォンを含めても、2014年に携帯電話端末事業から撤退したため、本機種がソフトバンクモバイル向けの最終機種となった。

### プリインストールアプリケーション
- MEDIAS BEAUTY

## その他機能
| 主な対応サービス | 主な対応サービス | 主な対応サービス                       | 主な対応サービス                              |
| ---------------- | ---------------- | -------------------------------------- | --------------------------------------------- |
| タッチパネル     | WVGA液晶 4インチ | フルブラウザ                           | 3G ハイスピード 14.4Mbps(受信)/5.76Mbps(送信) |
| Android 2.3      | Flash 10.2       | WiFi                                   | GPS                                           |
| 810万画素カメラ  | ワンセグ         | デジタルオーディオプレーヤー(AAC)(WMA) | おサイフケータイ                              |
| Bluetooth        | 赤外線通信       | 緊急地震速報                           | 防水                                          |

## アップデート
2012年1月27日のソフトウェアアップデート
- 発信者番号通知について設定をせずに初期状態の番号通知をする状態で現在設定の確認を行った場合に、非通知設定になってしまう。

2012年7月11日のソフトウェアアップデート
- 画面表示における描画パフォーマンスの向上。
- ソフトバンクWi-Fiスポット設定アプリでまれにログインに失敗する。

2013年4月15日のソフトウェアアップデート
- 特定手順でギャラリーに表示されている画像と異なる画像が削除されてしまう。
- Twitter API仕様変更の影響に伴う、一部プリインストールアプリケーションのTwitter連携機能・アカウント設定機能の削除。